# NGC 1327
NGC 1327 est une lointaine et très vaste galaxie spirale barrée située dans la constellation du Fourneau. NGC 1327 a été découverte par l'astronome américain Ormond Stone en 1886.

## Caractéristiques
Sa vitesse par rapport au fond diffus cosmologique est de 12 659 ± 13 km/s, ce qui correspond à une distance de Hubble de 187 ± 13 Mpc (∼610 millions d'al).
À ce jour, trois mesures non basées sur le décalage vers le rouge (redshift) donnent une distance de 168,000 ± 7,211 Mpc (∼548 millions d'al), ce qui est à l'intérieur des valeurs de la distance de Hubble. Notons cependant que c'est avec la valeur moyenne des mesures indépendantes, lorsqu'elles existent, que la base de données NASA/IPAC calcule le diamètre d'une galaxie et qu'en conséquence le diamètre de NGC 1327 pourrait être d'environ 86,4 kpc (∼282 000 al) si on utilisait la distance de Hubble pour le calculer. 
La classe de luminosité de NGC 1327 est II.